# SN 2002ad
SN 2002ad – supernowa odkryta 9 stycznia 2002 roku w galaktyce A105012+5731. W momencie odkrycia miała maksymalną jasność 23,00m.